# 八幡神社 (美濃市)
八幡神社（はちまんじんじゃ）は、岐阜県美濃市にある八幡神社である。上有知藩小倉山城城下町の産土神とされている。

## 祭神
- 応神天皇

## 由緒
創建時期は不明。一説では平安時代末期、美濃源氏一族の上有知氏が氏神として創建したという。土岐氏累代の崇敬篤く、永徳2年（1382年）に土岐頼康よる社頭の造営があった。その後、天正16年（1588年）に領主佐藤幸政による社領寄進があり、慶長10年（1605年）、飛騨高山藩主であった金森長近が養子の金森可重に高山城を譲り、小倉山城に隠居する際に、上有知の産土神とされた。

## 神事
美濃まつり
4月第2土・日曜日に開催される当神社の例祭で、かつては「上有知まつり」と呼称していた。6輌の軕（山車）（江戸時代から明治時代の製作。いずれも岐阜県の重要有形民俗文化財）が曳かれる。美濃和紙で花をあしらった花みこしや国の選択無形民俗文化財である仁輪加（1996年（平成8年）11月28日選択）が行われる。1997年（平成9年）8月27日に花みこしを含めて美濃市の無形民俗文化財に指定された。

## 文化財
国の選択無形民俗文化財
- 美濃流し仁輪加

岐阜県指定重要有形民俗文化財
- 祭礼やま

美濃市指定無形民俗文化財
- 美濃祭り 花みこし[5]

## 交通
鉄道
- 長良川鉄道美濃市駅より約1km。

バス
- 岐阜バス「美濃市役所前」下車。